# أمة العليم الأصبحي
أمة العليم عبد السلام القاضي الأصبحي كانت ناشطة يمنية، ومدافعة عن حق المرأة في التعليم، ومن أبرز اليمنيات العاملات في المجال الاجتماعي خاصةً تعليم المرأة، وتخليصها من الأمية.
اغتيلت في 25 ديسمبر 2016، في مدينة تعز على يد أثنين من المسلحين مجهولين، ولم يتبين تفاصيل العملية ولا أسبابها، في ظل غياب أي بيان أو تبنٍ من قبل أي جهة أو تنظيم في تعز أو اليمن، للاغتيال الذي نفذه مجهولان نجحا في الفرار. ولكن مصادر يمنية في تعز، أكدت أن الاغتيال جاء بعد أشهر قليلة من إصدار أحد الوجوه اليمينة المتشددة من حزب الإصلاح اليمني، عبد الله العديني فتوى تهجم فيها على الأصبحي وعلى عملها، وعلى النساء العاملات معها في خدمة المجتمع النسائي في مدينة تعز.
وكان زوجها قد اغتيل بنفس الطريقة قبل أسبوعين من اغتيالها.